# Södermanlands runinskrifter 121
Södermanlands runinskrifter 121 är en försvunnen vikingatida runsten som funnits i Bönestad, Helgona socken och Nyköpings kommun. Den har legat som tröskelsten i en byggnad.

## Inskriften
Translitterering av runraden:
[sumuʀ : hauka : stan : sum iʀ : tuþ : austʀ · i : tuna : as(u)]
Normalisering till runsvenska:
sumuʀ haggva stæin, sum eʀ dauð austr i tuna asu.
Översättning till nusvenska:
<sumuʀ> hugga stenen, som är död österut i <tuna> <asu>.